# Liste der Kulturdenkmale in Karsdorf
In der Liste der Kulturdenkmale in Karsdorf sind alle Kulturdenkmale der Gemeinde Karsdorf und ihrer Ortsteile aufgelistet. Grundlage ist das Denkmalverzeichnis des Landes Sachsen-Anhalt, das auf Basis des Denkmalschutzgesetzes des Landes Sachsen-Anhalt vom 21. Oktober 1991 durch das Landesamt für Denkmalpflege und Archäologie Sachsen-Anhalt erstellt und seither laufend ergänzt wurde (Stand: 31. Dezember 2018).

## Kulturdenkmale nach Ortsteilen

### Karsdorf
| Lage                                                                 | Bezeichnung    | Beschreibung | Erfassungs- nummer | Ausweisungsart | Bild           |
| -------------------------------------------------------------------- | -------------- | --- | ------------------ | -------------- | -------------- |
| Hohe Gräte, nördlich-nordöstlich der Ortslage am Unstruthang (Karte) | Weinberghaus   | | 094 83965          | Baudenkmal     | BW             |
| Bahnhofstraße 2 (Karte)                                              | Bahnhof        | | 107 05064          | Baudenkmal     | Weitere Bilder |
| Breite Straße 6a (Karte)                                             | Wappenstein    | | 094 83976          | Kleindenkmal   | Wappenstein    |
| Breite Straße, Kleine Naumburg (Karte)                               | Kirche         | Die Kirche St. Laurentius ist ein im Kern spätgotischer Bau mit dreiseitigem Ostschluss. Der an der Nordseite befindliche Turm stammt aus dem Jahr 1701. Die heutige Gestalt des Bauwerks wird durch Umbauten aus dem Anfang des 19. Jahrhunderts bestimmt. Die Ausstattung stammt aus der Bauzeit der Kirche. | 094 83972          | Baudenkmal     | Weitere Bilder |
| Hohe Gräte (Karte)                                                   | Weinberghaus   | Weinberghaus, 2018 als Baudenkmal ausgewiesen | 107 05089          | Baudenkmal     | BW             |
| Mühlplatz 1 (Karte)                                                  | Mühle          | | 094 83966          | Baudenkmal     | Mühle          |
| Reinsdorfer Straße 11 (Karte)                                        | Toranlage      | Die Toranlage stammt aus dem Ende des 17. Jahrhunderts. Die Stirnseite des Bogens ist ungewöhnlich reich mit Köpfen und Blattwerk verziert. | 094 83970          | Baudenkmal     | BW             |
| Reinsdorfer Straße 15 (Karte)                                        | Wappenstein    | | 094 83971          | Kleindenkmal   | BW             |
| Reinsdorfer Straße 23 (Karte)                                        | Pfarrhaus      | Das zweigeschossige Gebäude stammt aus dem Jahr 1746. Der unverputzte Quaderbau wird an der Straßenseite von mächtigen Toranlagen gerahmt. | 094 83967          | Baudenkmal     | Pfarrhaus      |
| Reinsdorfer Straße 26 (Karte)                                        | Wohnhaus       | | 094 83969          | Baudenkmal     | Wohnhaus       |
| Reinsdorfer Straße 34 (Karte)                                        | Bauernhof      | | 094 83968          | Baudenkmal     | Bauernhof      |
| Schulgasse, Siedlungsweg (Karte)                                     | Kriegerdenkmal | | 094 83975          | Baudenkmal     | BW             |
| Straße der Einheit 2 (Karte)                                         | Toranlage      | | 094 83973          | Baudenkmal     | BW             |
| Straße der Einheit 9 (Karte)                                         | Toranlage      | | 094 83974          | Baudenkmal     | BW             |

### Wennungen
| Lage                  | Bezeichnung    | Beschreibung | Erfassungs- nummer | Ausweisungsart | Bild           |
| --------------------- | -------------- | --- | ------------------ | -------------- | -------------- |
| Dorfstraße (Karte)    | Kirche         | Die evangelische Kirche St. Georg stammt aus dem Ende des 18. Jahrhunderts und besitzt ein rechteckiges Schiff mit einem quadratischen, im Oberteil achteckigen Westturm. Dieser ist bekrönt von einer Zwiebelhaube mit Laterne. | 094 83254          | Baudenkmal     | Weitere Bilder |
| Dorfstraße 57 (Karte) | Inschriftstein | | 094 05667          | Kleindenkmal   | BW             |
| Dorfstraße 59 (Karte) | Toranlage      | | 094 83123          | Baudenkmal     | BW             |
| Dorfstraße 64 (Karte) | Bauernhof      | | 094 83213          | Baudenkmal     | BW             |
| Dorfstraße 67 (Karte) | Wohnhaus       | | 094 83239          | Baudenkmal     | BW             |
| Dorfstraße 74 (Karte) | Bauernhof      | | 094 83242          | Baudenkmal     | BW             |

### Wetzendorf
| Lage                | Bezeichnung | Beschreibung | Erfassungs- nummer | Ausweisungsart | Bild           |
| ------------------- | ----------- | --- | ------------------ | -------------- | -------------- |
| Kirchstraße (Karte) | Kirche      | Die evangelische Kirche St. Kilian wurde 1887 unter Verwendung des barocken Turms als Saalkirche mit eingezogener Apsis neugebaut. Der Turm mit Zwiebelhaube besitzt Säulchen in den Schallarkaden. | 094 83977          | Baudenkmal     | Weitere Bilder |

## Legende
In den Spalten befinden sich folgende Informationen:
- Lage: Nennt den Straßennamen und wenn vorhanden die Hausnummer des Kulturdenkmals. Die Grundsortierung der Liste erfolgt nach dieser Adresse. Der Link „Karte“ führt zu verschiedenen Kartendarstellungen und nennt die geographischen Koordinaten.
Link zu einem Kartenansichtstool, um Koordinaten zu setzen. In der Kartenansicht sind Baudenkmale ohne Koordinaten mit einem roten bzw. orangen Marker dargestellt und können in der Karte gesetzt werden. Baudenkmale ohne Bild sind mit einem blauen bzw. roten Marker gekennzeichnet, Baudenkmale mit Bild mit einem grünen bzw. orangen Marker.
- Offizielle Bezeichnung: Nennt den Namen, die Bezeichnung oder zumindest die Art des Kulturdenkmals und verlinkt, soweit vorhanden, auf den Artikel zum Objekt.
- Beschreibung: Nennt bauliche und geschichtliche Einzelheiten des Kulturdenkmals, vorzugsweise die Denkmaleigenschaften.
- Erfassungsnummer: Für jedes Kulturdenkmal wird in Sachsen-Anhalt eine 20stellige Erfassungsnummer vergeben. Die letzten zwölf Ziffern werden für die Untergliederung nach Teilobjekten genutzt und werden nur angegeben, soweit vergeben. In dieser Spalte kann sich folgendes Icon  befinden, dies führt zu Angaben zu diesem Baudenkmal bei Wikidata.
- Ausweisungsart: Die Einordnung des Denkmales nach § 2 Abs. 2 DenkmSchG LSA
- Bild: Ein Bild des Denkmales, und gegebenenfalls einen Link zu weiteren Fotos des Kulturdenkmals im Medienarchiv Wikimedia Commons. Wenn man auf das Kamerasymbol klickt, können Fotos zu Kulturdenkmalen aus dieser Liste hochgeladen werden: